# 新相ノ木駅
新相ノ木駅（しんあいのきえき）は、富山県中新川郡上市町上経田にある、富山地方鉄道本線の駅である。駅番号はT11。

## 歴史
2013年（平成25年）5月27日、富山地方鉄道は地元の要望が強かったことから、相ノ木 - 上市間に新駅を設置することを表明、同年12月の開業を目指すとした。その後、国土交通省北陸信越運輸局に新駅設置の申請を行い、同年8月8日に認可された。同年9月27日には仮称であった「新相ノ木駅」を正式名称にすることが発表された。なお、当駅付近にはかつて移転前の相ノ木駅が存在しており、事実上の駅復活となる。
上市町では、当駅の整備に合わせて駅前広場やパークアンドライド駐車場の整備、上市町地域コミュニティバスのルート変更を行うとし、上市町地域コミュニティバスのルート変更は同年12月25日に行われた。

### 年表
- 2013年（平成25年）12月26日：開業[2][3][8]。

## 駅構造
単式ホーム1面1線の無人駅であり、普通列車のみが停車する。また、パークアンドライド用の駐車場も併設されている（70台）。

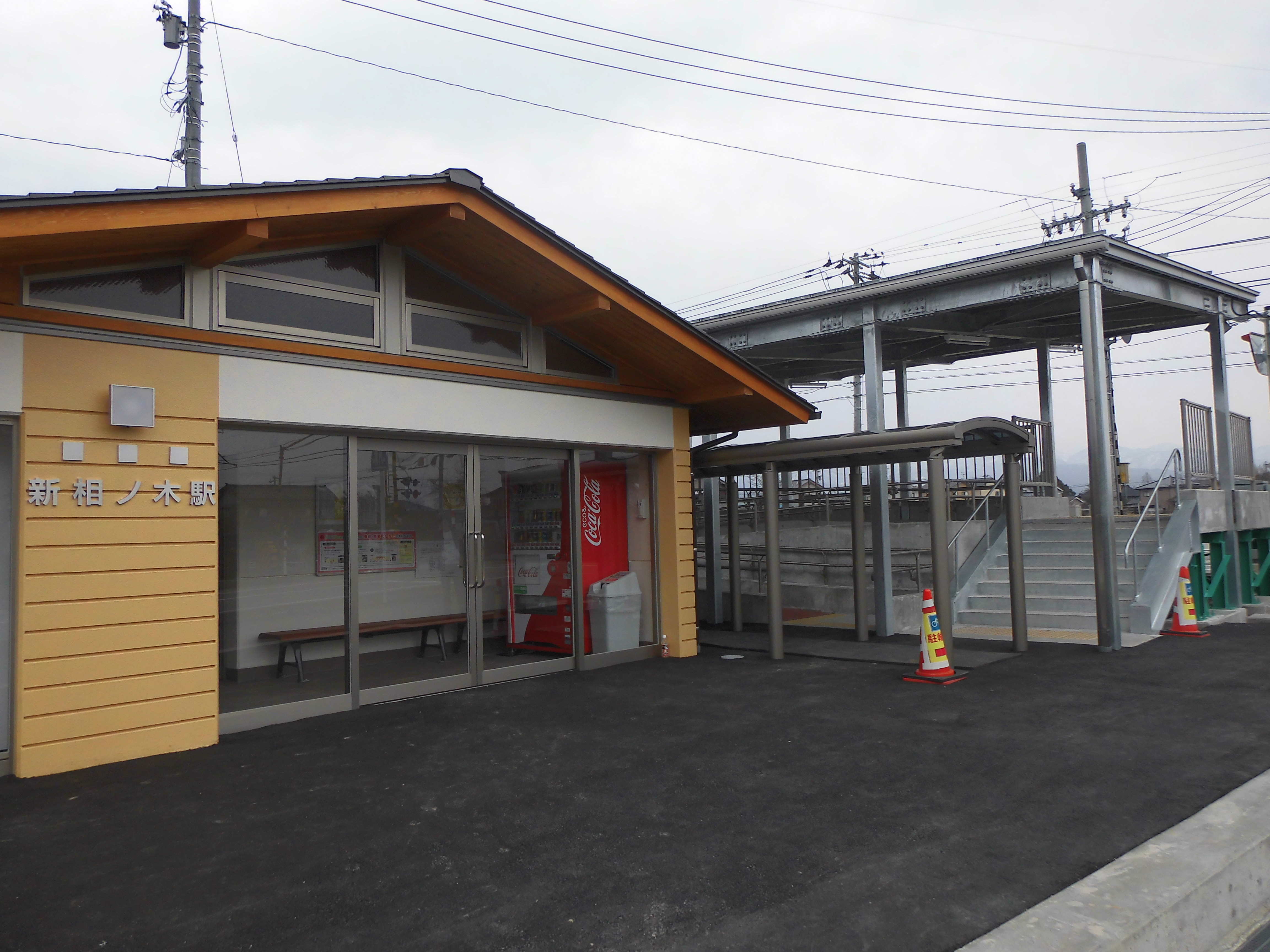
駅舎（2014年2月）

## 利用状況
近年の1日平均乗降人員は以下の通り。
| 年度   | 1日平均 乗降人員 |
| ------ | ---------------- |
| 2013年 | 108              |
| 2014年 | 119              |
| 2015年 | 130              |
| 2016年 | 132              |
| 2017年 | 126              |
| 2018年 | 140              |

## 駅周辺
北側
- 上経田中央公園

南側
- 光顕寺
- ガイナシティ上市（複合商業施設）
  - マックスバリュ上市店

## 隣の駅
富山地方鉄道
■本線
■アルペン特急・■急行
通過
■普通
相ノ木駅 (T10) - 新相ノ木駅 (T11) - 上市駅 (T12)